# ناتاشا لو
ناتاشا لو (بالإنجليزية: Natasha Low) هي مغنية وراقصة سنغافورية ولدت في يوم 11 أكتوبر 1993 في سنغافورة تغني باللغتين المندرانية والكورية وتستقر في كوريا الجنوبية، وهي عضوة في فرقة سكارف.